# Bandeira de Belo Horizonte
A Bandeira de Belo Horizonte é um dos símbolos oficiais do município de Belo Horizonte, capital do estado de Minas Gerais, Brasil.
Foi instituída pela lei municipal nº 6938 de 1995, de autoria do então vereador João Leite e sancionada pelo prefeito à época, Patrus Ananias.
A bandeira é apresentada como um retângulo branco, tendo ao centro o brasão de armas da cidade. O modelo básico possui 45 cm de largura, porém outras dimensões são permitidas desde que se respeite a proporção de 19:13 especificada na lei.

## Proposta de mudança de 2022
Em novembro de 2022, o designer Gabriel Figueiredo publicou uma proposta de desenho para a bandeira de Belo Horizonte em suas redes sociais. Segundo Gabriel, a proposta é "uma tentativa de simplificação do desenho do nascer do sol na Serra do Curral, presente em todas as versões do brasão oficial da cidade."

Proposta de Gabriel Figueiredo, de 2022, rejeitada em referendo popular em 2024.

Após repercussão na internet, a proposta do designer foi apresentada na Câmara Municipal em fevereiro de 2023. O projeto de lei nº 483 de 2023, de autoria dos vereadores Jorge Santos e Cleiton Xavier, dava nova redação à lei nº 11.293 de 2021, responsável por consolidar a legislação sobre os símbolos oficiais do município. Ao projeto de lei inicial foi apresentada uma emenda, de autoria dos vereadores Bruno Pedralva e Pedro Patrus, solicitando a realização de um referendo popular para a validação da proposta.
O projeto de lei foi aprovado em 2 turnos, resultando na lei municipal nº 11.559 de 2023, que só entraria em vigor caso fosse aprovada em referendo popular, realizado junto às eleições municipais, em outubro de 2024. Porém, nesse referendo, a bandeira foi rejeitada por 84% dos eleitores.